# Gato Barbieri
Leandro Gato Barbieri (Rosario, 28 de novembre de 1932 - Nova York, 2 d'abril de 2016)va ser un saxofonista i compositor argentí. Es va fer popular durant el moviment del free-jazz en la dècada de 1960 i conegut pels seus enregistraments de jazz llatí de la decàda de 1970. Va compondre la banda sonora de la pel·lícula L'últim tango a París, per la qual va guanyar el Grammy a la millor composició instrumental el 1973.

## Biografia
Gato Barbieri nascut a la ciutat argentina de Rosario el 1932 va començar tocant el clarinet. Amb divuit anys va anar a viure a Buenos Aires on va canviar d'instrument, tocant el saxòfon en clubs de jazz. El 1953 va entrar a la banda del pianista Lalo Schifrin. Després d'una temporada a Itàlia, es va instal·lar a Nova York on va residir. A finals dels anys seixanta del segle passat, va formar part del quartet liderat pel trompetista Don Cherry. El 1973 Barbieri va guanyar un Grammy a la millor composició instrumental per la seva música al film dirigit per Bernardo Bertolucci L'últim Tango a Paris.
El músic argentí va enregistrar uns 35 àlbums al llarg de la seva carrera entre els anys 1967 i 1982. Posteriorment, amb les seves gires va gravar discos com Qué Pasa (1997), que va aconseguir el número 2 en el Billboard de jazz contemporani.
El novembre 2015 Gato Barbieri va rebre el Premi a la trajectòria musical en els Latin Grammys, junt amb altres artistes, en el seu cas com a premi per la seva contribució que abraça una àmplia varietat d'estils del món del jazz.

## Discografia seleccionada
- Menorama (private pressing, 1960)
- In Search of the Mystery (ESP Disk, 1967)
- Under Fire (1969)
- Fenix (Flying Dutchman, 1971)
- El Pampero (Flying Dutchman, 1971)
- Last Tango in Paris (United Artists, 1972)
- Bolivia (Flying Dutchman, 1973)
- Chapter One: Latin America (1973)
- Chapter Two: Hasta Siempre (1973)
- Chapter Three: Viva Emiliano Zapata (1974)
- Yesterdays (Flying Dutchman, 1974)
- Chapter Four: Alive in New York (1975)
- Caliente! (1976)
- II Grandi del Jazz (1976)
- Tropico (1978)
- Euphoria (1979)
- Bahia (1982)
- Apasionado (1982)
- Para Los Amigos (1984)
- Passion And Fire (1988)
- Qué Pasa (1997)
- Che Corazón (1999)
- The Shadow of The Cat (2002)
- New York Meeting (2010)